# Čertala
Il Čertala (in russo Чертала?) è un fiume della Russia siberiana, affluente di sinistra del Vasjugan (bacino idrografico dell'Ob'). Scorre nel Kargasokskij rajon dell'Oblast' di Tomsk.

## Descrizione
Il fiume ha origine dalle paludi della pianura di Vasjugan. Scorre in direzione settentrionale e incontra il Vasjugan, a 652 km dalla sua foce, a monte del villaggio di Ognev-Jar (Огнев-Яр).
La lunghezza del Čertala è di 311 km. L'area del suo bacino è di 6 060 km². Non ci sono insediamenti lungo il suo corso. 